# Moulin de Librecy
Le moulin  de Librecy est situé dans le hameau de Librecy sur la commune de Signy-l'Abbaye dans le département des Ardennes en France. 
Ce moulin à eau est construit par un laïc, Hugues de Maupinois en 1604 sur le modèle de ceux des moines cisterciens. Moulin banal à céréales, il est alimenté par une résurgence annexe de la Vaux.
Pendant la seconde moitié du XXe siècle il fut converti par la commune comme prise d'eau pour alimenter le château d'eau.

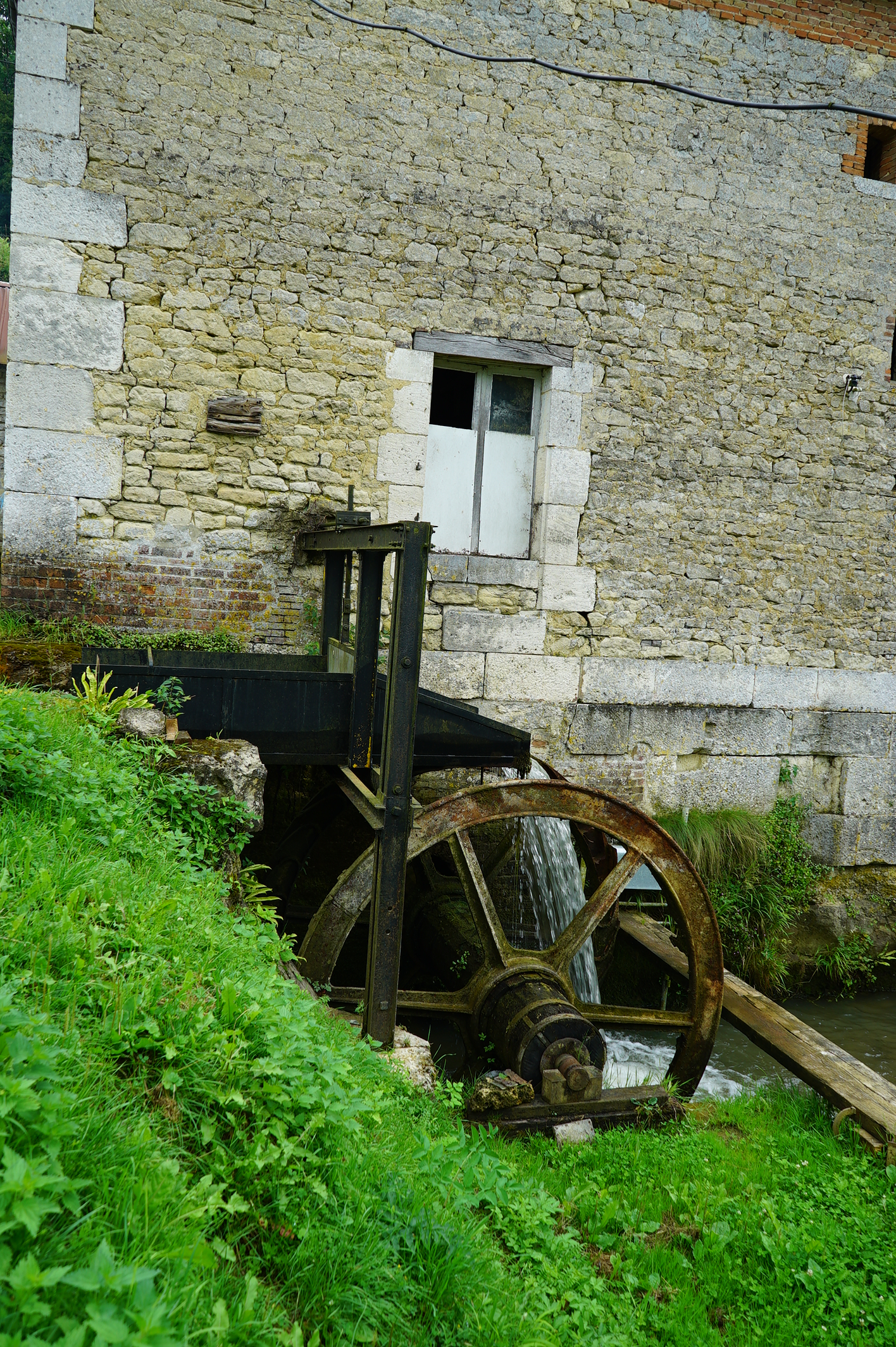
la chute de profil,
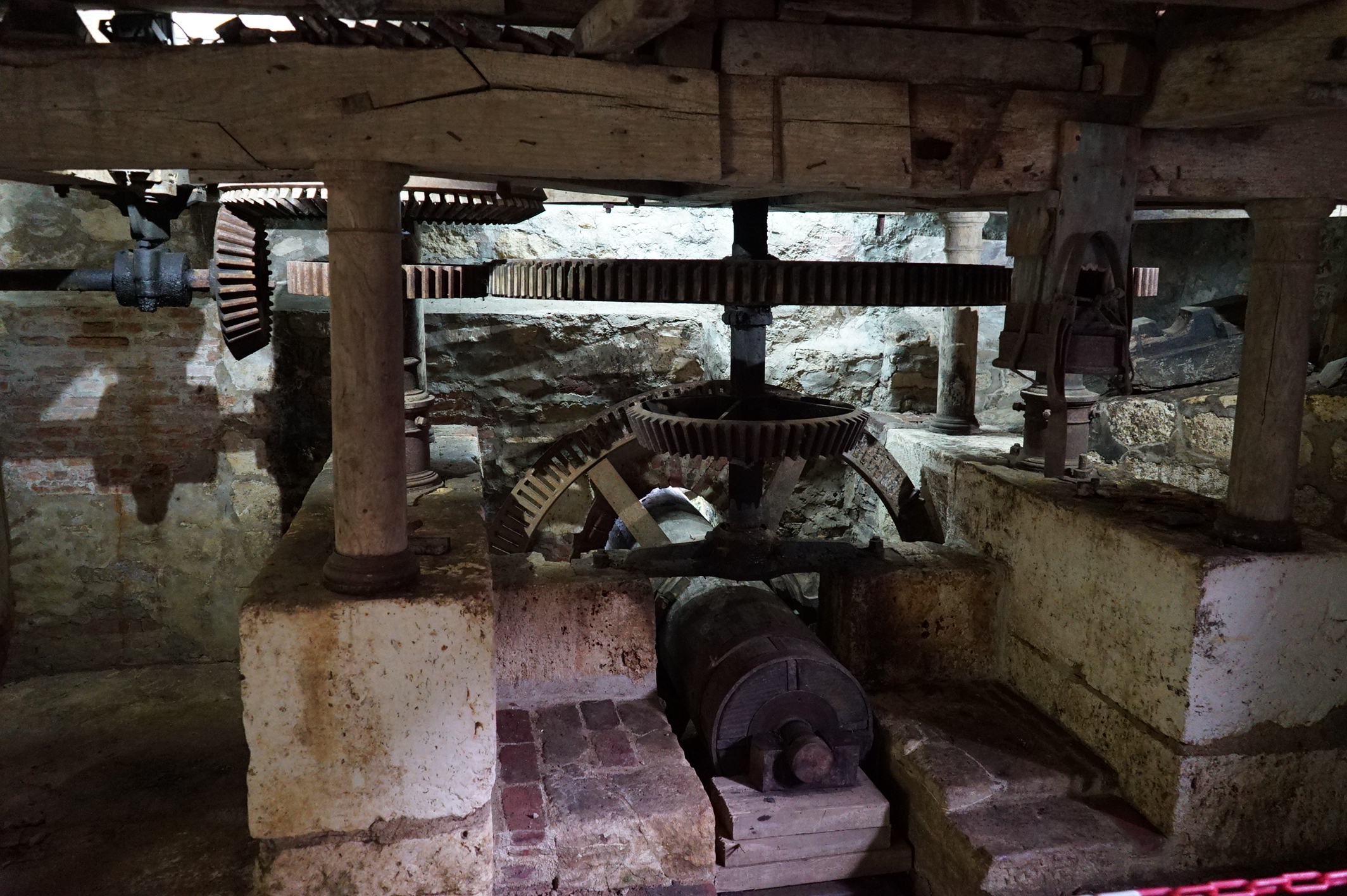
mécanisme à l'intérieur.